# حزب توحيد ليبيريا
حزب توحيد ليبيريا كان حزباً سياسياً في ليبيريا.
قدم الحزب مرشحين في انتخابات 11 أكتوبر 2005 كجزء من الائتلاف للتحول في ليبيريا.
في الانتخابات التشريعية التي جرت في 19 يوليو 1997، كان الحزب جزءًا من تحالف الأحزاب السياسية، الذي فاز بمقعدين من أصل 64 مقعدًا في مجلس النواب. وبينما اعتبر المراقبون الدوليون الانتخابات حرة وشفافة إدارياً، أشاروا إلى أنها جرت في جو من التخويف لأن معظم الناخبين اعتقدوا أن زعيم المتمردين السابق ومرشح الحزب الوطني تشارلز تايلور سيعود إلى الحرب إذا هُزم.
في 1 أبريل 2009، اندمج في حزب الوحدة الحاكم. 